# Plongeon aux Jeux olympiques d'été de 2012 – Haut-vol à 10 mètres femmes
Navigation
Pékin 2008 Rio de Janeiro 2016
L'épreuve de haut-vol à 10 mètres femmes des Jeux olympiques d'été de 2012 a eu lieu les 8 et 9 août au London Aquatics Centre.

## Médaillés
| Or          | Argent          | Bronze           |
| Chen Ruolin | Brittany Broben | Pandelela Rinong |

## Qualification
Pour cette épreuve, les qualifiées directs sont les douze finalistes de cette épreuve lors des Championnats du monde de natation 2011, les 5 championnes continentales dans cette épreuve et au maximum 18 demi-finalistes de la coupe du monde de plongeon 2012. Aussi, certaines plongeuses ont obtenu leurs places par invitation. Chaque nation peut qualifier au maximum 2 plongeuses par épreuve individuelle.

## Format de la compétition
La compétition a lieu en trois phases. Lors des éliminatoires, les 34 plongeuses exécutent 6 plongeons et les 18 meilleures se qualifient pour les demi-finales. Lors de cette demi-finale, les 18 plongeuses restants exécutent de nouveau six plongeons, les scores des qualifications sont effacés et 12 meilleurs participent à la finale. Enfin, lors de la finale, les 12 plongeuses exécutent six plongeons avec cette fois-ci les scores des demi-finales sont effacés.

## Calendrier
Toutes les heures sont en British Summer Time (UTC+1).
| Date                 | Temps           | Tour               |
| -------------------- | --------------- | ------------------ |
| Mercredi 8 août 2012 | 19 h 00         | Éliminatoires      |
| Jeudi 9 août 2012    | 10 h 00 19 h 00 | Demi-finale Finale |

## Résultats
Le vert désigne les finalistes.
| Rang                                | Plongeuse            | Pays            | Éliminatoires | Éliminatoires | Demi-finale   | Demi-finale   | Finale        | Finale        | Finale        | Finale        | Finale        | Finale        | Finale        |
| Rang                                | Plongeuse            | Pays            | Points        | Rang          | Total         | Rang          | Plongeon 1    | Plongeon 2    | Plongeon 3    | Plongeon 4    | Plongeon 5    | Total         | Rang          |
| ----------------------------------- | -------------------- | --------------- | ------------- | ------------- | ------------- | ------------- | ------------- | ------------- | ------------- | ------------- | ------------- | ------------- | ------------- |
| Médaille d'or, Jeux olympiques      | Chen Ruolin          | Chine           | 392,35        | 1             | 407,25        | 1             | 85,50         | 84,80         | 86,40         | 79,20         | 86,40         | 422,30        | 1             |
| Médaille d'argent, Jeux olympiques  | Brittany Broben      | Australie       | 339,80        | 4             | 359,55        | 3             | 60,75         | 83,20         | 83,20         | 57,75         | 81,60         | 366,50        | 2             |
| Médaille de bronze, Jeux olympiques | Pandelela Rinong     | Malaisie        | 349,00        | 2             | 352,50        | 5             | 58,50         | 78,30         | 64,00         | 81,60         | 76,80         | 359,20        | 3             |
| 4                                   | Melissa Wu           | Australie       | 337,90        | 5             | 355,60        | 4             | 78,00         | 72,00         | 56,10         | 75,20         | 76,80         | 358,10        | 4             |
| 5                                   | Yulia Koltunova      | Russie          | 334,80        | 7             | 351,90        | 6             | 72,85         | 61,05         | 72,00         | 78,40         | 73,60         | 357,90        | 5             |
| 6                                   | Paola Espinosa       | Mexique         | 324,00        | 13            | 317,10        | 11            | 70,50         | 74,25         | 61,05         | 80,00         | 70,40         | 356,20        | 6             |
| 7                                   | Christin Steuer      | Allemagne       | 341,75        | 3             | 339,90        | 7             | 60,20         | 76,80         | 62,40         | 73,95         | 78,00         | 351,35        | 7             |
| 8                                   | Noemi Batki          | Italie          | 324,20        | 12            | 325,45        | 10            | 76,50         | 65,25         | 72,00         | 68,80         | 67,50         | 350,05        | 8             |
| 9                                   | Hu Yadan             | Chine           | 337,85        | 6             | 328,25        | 9             | 54,00         | 43,20         | 76,80         | 89,10         | 86,40         | 349,50        | 9             |
| 10                                  | Roseline Filion      | Canada          | 314,85        | 17            | 329,60        | 8             | 63,00         | 75,90         | 67,20         | 72,60         | 70,40         | 349,10        | 10            |
| 11                                  | Meaghan Benfeito     | Canada          | 325,50        | 10            | 359,90        | 2             | 49,50         | 80,85         | 72,00         | 66,00         | 76,80         | 345,15        | 11            |
| 12                                  | Iuliia Prokopchuk    | Ukraine         | 324,85        | 11            | 315,80        | 12            | 70,50         | 72,00         | 65,25         | 79,20         | 57,60         | 344,55        | 12            |
| 13                                  | Kim Un-hyang         | Corée du Nord   | 308,10        | 18            | 314,40        | 13            | Non qualifiée | Non qualifiée | Non qualifiée | Non qualifiée | Non qualifiée | Non qualifiée | Non qualifiée |
| 14                                  | Kim Jin-ok           | Corée du Nord   | 320,10        | 15            | 312,95        | 14            | Non qualifiée | Non qualifiée | Non qualifiée | Non qualifiée | Non qualifiée | Non qualifiée | Non qualifiée |
| 15                                  | Brittany Viola       | États-Unis      | 322,55        | 14            | 300,50        | 15            | Non qualifiée | Non qualifiée | Non qualifiée | Non qualifiée | Non qualifiée | Non qualifiée | Non qualifiée |
| 16                                  | Katie Bell           | États-Unis      | 326,95        | 9             | 296,80        | 16            | Non qualifiée | Non qualifiée | Non qualifiée | Non qualifiée | Non qualifiée | Non qualifiée | Non qualifiée |
| 17                                  | Maria Kurjo          | Allemagne       | 319,65        | 16            | 264,45        | 17            | Non qualifiée | Non qualifiée | Non qualifiée | Non qualifiée | Non qualifiée | Non qualifiée | Non qualifiée |
| 18                                  | Mai Nakagawa         | Japon           | 327,65        | 8             | 260,05        | 18            | Non qualifiée | Non qualifiée | Non qualifiée | Non qualifiée | Non qualifiée | Non qualifiée | Non qualifiée |
| 19                                  | Monique Gladding     | Grande-Bretagne | 301,45        | 19            | Non qualifiée | Non qualifiée | Non qualifiée | Non qualifiée | Non qualifiée | Non qualifiée | Non qualifiée | Non qualifiée | Non qualifiée |
| 20                                  | Stacie Powell        | Grande-Bretagne | 287,30        | 20            | Non qualifiée | Non qualifiée | Non qualifiée | Non qualifiée | Non qualifiée | Non qualifiée | Non qualifiée | Non qualifiée | Non qualifiée |
| 21                                  | Carolina Mendoza     | Mexique         | 286,95        | 21            | Non qualifiée | Non qualifiée | Non qualifiée | Non qualifiée | Non qualifiée | Non qualifiée | Non qualifiée | Non qualifiée | Non qualifiée |
| 22                                  | Traisy Vivien Tukiet | Malaisie        | 285,00        | 22            | Non qualifiée | Non qualifiée | Non qualifiée | Non qualifiée | Non qualifiée | Non qualifiée | Non qualifiée | Non qualifiée | Non qualifiée |
| 23                                  | Brenda Spaziani      | Italie          | 268,00        | 23            | Non qualifiée | Non qualifiée | Non qualifiée | Non qualifiée | Non qualifiée | Non qualifiée | Non qualifiée | Non qualifiée | Non qualifiée |
| 24                                  | Audrey Labeau        | France          | 261,05        | 24            | Non qualifiée | Non qualifiée | Non qualifiée | Non qualifiée | Non qualifiée | Non qualifiée | Non qualifiée | Non qualifiée | Non qualifiée |
| 25                                  | Annia Rivera         | Cuba            | 233,95        | 25            | Non qualifiée | Non qualifiée | Non qualifiée | Non qualifiée | Non qualifiée | Non qualifiée | Non qualifiée | Non qualifiée | Non qualifiée |
| 26                                  | Kim Su-ji            | Corée du Sud    | 215,75        | 26            | Non qualifiée | Non qualifiée | Non qualifiée | Non qualifiée | Non qualifiée | Non qualifiée | Non qualifiée | Non qualifiée | Non qualifiée |